# وياما ضد. ولاية كاليفورنيا
وياما ضد. ولاية كاليفورنيا، 332 US 633 (1948)، كانت القضية التي قررت فيها المحكمة العليا للولايات المتحدة أن أحكامًا محددة من قوانين الأراضي الغريبة في كاليفورنيا لعامي 1913 و1920 قد ألغت الحقوق والامتيازات التي يضمنها التعديل الرابع عشر لفريد وياما، وهو مواطن من الولايات المتحدة يحمل والده الجنسية اليابانية، بشراء الأراضي. ومع ذلك، فإن المحكمة لم تنقض قوانين الأراضي الغريبة في كاليفورنيا باعتبارها غير دستورية.

## قرار المحكمة
بعد أن تم البت في القضية في محكمة ابتدائية واستأنفتها المحكمة العليا في كاليفورنيا وأيدتها، ذهبت إلى المحكمة العليا للولايات المتحدة بموجب أمر قضائي. عرض دين أتشسون، وزير الخارجية في عهد الرئيس هاري إس ترومان، القضية للتقديم التماس.

## روابط خارجية
1. ↑  "معلومات عن وياما ضد. ولاية كاليفورنيا على موقع openjurist.org". openjurist.org. مؤرشف من الأصل في 2019-10-03.